# EP u hokeju na travi za žene 1984.
Europsko prvenstvo u hokeju na travi za žene 1984. se održalo u Francuskoj, u Lilleu.

## Sudionice
Sudionice su: Austrija, Belgija, ČSSR, Engleska, Francuska, Irska, Italija, Nizozemska, SR Njemačka, SSSR, Škotska i Španjolska.

## Rezultati
- za brončano odličje:

 SR Njemačka -  Engleska 1:0
- za zlatno odličje:

 Nizozemska -  SSSR 2:0

## Konačna ljestvica
| Mj. | Država       |
| --- | ------------ |
| 1.  | Nizozemska   |
| 2.  | SSSR         |
| 3.  | SR Njemačka  |
| 4.  | Engleska     |
| 5.  | Irska        |
| 6.  | Škotska      |
| 7.  | Španjolska   |
| 8.  | Belgija      |
| 9.  | Čehoslovačka |
| 10. | Francuska    |
| 11. | Austrija     |
| 12. | Italija      |

Naslov europskih prvakinja su osvojile športašice iz Nizozemske.